# 朝陽丸 (漢方薬)
朝陽丸（ちょうようがん）は、北京廣大製薬有限公司で製造されている脂肪肝の治療薬。肝臓の肥大による食欲不振、腹部膨満感、疲労、倦怠感の症状を緩和させる働きがある。
主な成分は黄蓍、鹿茸、硫黄、硫酸アルミニウム、大棗、核桃仁、大黄、青皮、銅緑。